# Udu-san
Udu-san är ett berg i Sydkorea.   Det ligger i provinsen Gyeonggi, i den centrala delen av landet, 60 km öster om huvudstaden Seoul. Toppen på Udu-san är 489 meter över havet, eller 160 meter över den omgivande terrängen. Bredden vid basen är 1,4 km.
Terrängen runt Udu-san är kuperad åt nordost, men åt sydväst är den platt. Runt Udu-san är det ganska tätbefolkat, med 172 invånare per kvadratkilometer. Närmaste större samhälle är Yeoju, 12,2 km söder om Udu-san. Trakten runt Udu-san består till största delen av jordbruksmark.